# Krzywin (gromada)
Krzywin – dawna gromada, czyli najmniejsza jednostka podziału terytorialnego Polskiej Rzeczypospolitej Ludowej w latach 1954–1972.
Gromady, z gromadzkimi radami narodowymi (GRN) jako organami władzy najniższego stopnia na wsi, funkcjonowały od reformy reorganizującej administrację wiejską przeprowadzonej jesienią 1954 do momentu ich zniesienia z dniem 1 stycznia 1973, tym samym wypierając organizację gminną w latach 1954–1972.
Gromadę Krzywin z siedzibą GRN w Krzywinie utworzono – jako jedną z 8759 gromad na obszarze Polski – w powiecie gryfińskim w woj. szczecińskim na mocy uchwały nr V/44/54 WRN w Szczecinie z dnia 5 października 1954. W skład jednostki weszły obszary dotychczasowych gromad Kłodowo i Krzywin ze zniesionej gminy Widuchowa, obszar dotychczasowej gromady Żarczyn ze zniesionej gminy Banie oraz obszar dotychczasowej gromady Żelechowo ze zniesionej gminy Swobnica w tymże powiecie. Dla gromady ustalono 16 członków gromadzkiej rady narodowej.
1 stycznia 1972 do gromady Krzywin włączono obszar zniesionej gromady Lisie Pole w tymże powiecie.
Gromada przetrwała do końca 1972 roku, czyli do kolejnej reformy gminnej. 1 stycznia 1973 w powiecie gryfińskim utworzono gminę Krzywin (zniesioną ponownie 2 lipca 1976).